# Пасько Ярослав Ігоревич
Пасько Ярослав Ігоревич (нар. 18 червня 1968, Донецьк) — доктор філософських наук, професор, професор кафедри соціології управління Донецького державного університету управління. Член Донецького відділення НТШ.
Син Паська Ігоря Трохимовича.
Коло наукових інтересів : соціальна теорія, історія філософія, філософія історії, проблематика, що пов'язана з вимірами ідентичності та громадянського суспільства, критичною соціальною теорією та соціологією релігії.

## Біографія
Народився 18 червня 1968 року у місті Донецьк. Навчався у міській школі № 2 з 1975 по 1985 рік. З 1986 по 1988 роки служив у лавах радянської армії. У 1992 році закінчив Донецький державний університет за спеціальністю: «Історик. Викладач історії». З 1993 по 1997 роки був денним аспірантом у Інституті Філософі ім. Г. С. Сковороди, працював у відділі «Соціальної філософії». У 1997 році протягом двох місяців стажувався в Інституті філософії та соціології м. Варшава.
У 1998 році у Інституті філософії м. Київ захистив кандидатську дисертацію «Громадянське суспільство : світоглядні версії та історичне втілення» за спеціальністю 09.00.03- соціальна філософія та філософія історії. З 1998 по 2005 роки працював старшим викладачем та доцентом кафедри гуманітарних дисциплін Донецького державного університету управління.
У 2005 і 2006 роках протягом кількох місяців стажувався у Католицькому університеті м. Вашингтон у центрі «Цінностей та філософії».
З 2006 по 2009 роки був денним докторантом кафедри філософії Київського університету ім. Т. Г. Шевченка, захистив докторську дисертацію у цьому університеті за темою «Соціальна держава: теоретична концептуалізація та історична практика».

## Творчий доробок
Має близько 80 друкованих праць, у тому числі 2 монографії.  Учасник багатьох міжнародних конференцій — у Познані 2003, 2005, 2007, 2010, 2012 років; у Варшаві в 2006, 2007, 2010; в Кракові у 2005, 2006, 2007; у Любліні у 2011; у Вільнюсі в 2005, 2007; у Вашингтоні та Кентакі в 2005 та 2006; у м. Орадя (Румунія) в 2008 та 2011; у м. Таллінн (Естонія) в 2011; у У Львові у 2001, 2002, 2005, 2011; у Києві у 2008,2009, 2012; у м. Острог в 2009 та 2011; у Празі в 2007 році.

### Окремі роботи
- Співавтор монографії «Громадянське суспільство і національна ідея» (Україна на тлі європейських процесів), 1999 р., яка була номінантом конкурсу «Книга року» журналу «Книжник-Ревью».
- Відгук на український переклад: Ярослав Пасько «De Re Metallica» Георга Аґріколи (Аґрікола Г. Про гірничу справу ХІІ книг (книги І – VI) 1556 року/ Переклад і редакція В. Білецького та Г. Гайка, Східний видавничий дім, Донецьк 2014, cc. 232) [Архівовано 26 листопада 2016 у Wayback Machine.][1].